# Криста Зигфридс
Криста Зигфридс (на фински: Krista Siegfrids), срещана и като Криста Сиегфридс, е финландска певица. Представя Финландия на песенния конкурс „Евровизия 2013“ с песента „Marry Me“. Дебютният албум на певицата излиза през месец май 2013 г.
Криста принадлежи към шведскоговорещото малцинство от град Каскинен, западна Финландия. Родният ѝ език е шведски, но говори и фински. Учи за учителка в град Вааса. Има три сестри.

## Кариера

### The VoiceиDaisy Jack
Певицата започва кариерата си в групата „Daisy Jack“. Първият им сингъл е „Perfect Crime“, издаден през октомври 2011 г. За пръв път участва в мюзикъл през 2009 г. в Шведския театър в Хелзинки. Следващата голяма стъпка в нейната кариера е участие в рок мюзикъл, отново в Хелзинки, но този път в театър „Peacock“ и мюзикъла „Muskettisoturit“ (Тримата мускетари, 2011). Участва в първия сезон на „Гласът на Финландия“, но отпада в полуфиналите.

### Евровизия и дебютен албум
Зигфридс участва във финландската национална селекция с песента „Marry Me“ и я печели, получавайки най-голяма част както от гласовете на зрителите, така и на журито. Това и дава правото да пее под финландския флаг в Малмьо.
Дебютният ѝ албум, именуван „Ding Dong“, излиза на 10 май 2013 г.